# Anna B. Sheppard
Anna Biedrzycka Sheppard (Varsóvia‎: 1946), é uma figurinista polonesa.
Trabalhou no filme Inglourious Basterds de Quentin Tarantino, sendo indicada ao prêmio de melhor figurino pelo The Saturn Awards e no Broadcast Film Critics Association.